# Verso de arte menor
Der Verso de arte menor (span. „Vers der geringeren Kunst“, auch Verso de arte real oder kurz Arte menor) bezeichnet in der Metrik der spanischen Dichtung einen bereits im 11. Jahrhundert nachgewiesenen volkstümlichen und – im Gegensatz zum Verso de arte mayor – kurzen, achtsilbigen Vers ohne Zäsur. Er ist thematisch nicht gebunden, rhythmisch sehr frei in der Gestaltung und wird in einer achtzeiligen Copla verwendet. Das am häufigsten auftretende Reimschema ist [abbaacca], so zum Beispiel in den Cancioneros des 15. Jahrhunderts.
Der Vers wird auch in der Redondilla verwendet. In der portugiesischen Dichtung entspricht ihm der Verso de redondilha menhor.